# Prodromus Florae Colchicae
Prodromus Florae Colchicae (abreviado Prodr. Fl. Colchic.) es un libro ilustrado con descripciones botánicas que fue escrito por el botánico, pteridólogo y explorador ruso Nicholas Mikhailovic Albov. Se publicó en el año 1895.